# (8409) Valentaugustus
(8409) Valentaugustus est un astéroïde de la ceinture principale.

## Description
(8409) Valentaugustus est un astéroïde de la ceinture principale. Il fut découvert le 28 novembre 1995 à Socorro (Nouveau-Mexique) par Robert Weber. Il présente une orbite caractérisée par un demi-grand axe de 3,21 UA, une excentricité de 0,15 et une inclinaison de 4,3° par rapport à l'écliptique.

## Compléments